# Mohamed Benouza
Mohamed Benouza (ur. 26 września 1972 roku) – algierski sędzia piłkarski.
Sędzia międzynarodowy FIFA od 2001 roku. Na stałe mieszka w Oranie.

## Turnieje międzynarodowe
- Mistrzostwa Świata U-20 (2003, 2007)
- Puchar Narodów Afryki (2006, 2008)

## Inne
Pierwszy mecz finału Ligi Mistrzów CAF 2004 (Etoile du Sahel - Enyimba Aba 2:1)